# Хайнрих I (Брауншвайг)
Вижте пояснителната страница за други личности с името Хайнрих I.
Хайнрих I (на немски: Heinrich I „der Milde“; на латински: Henricus; * 1355, † 14 октомври 1416) от род Велфи, е херцог на Херцогство Брауншвайг-Люнебург, от 1400 до 1409 г. княз на Брауншвайг-Волфенбютел, също от 1388 до смъртта си княз на Люнебург.

## Живот
Той е третият син на херцог Магнус II Брауншвайг-Люнебург (1324 – 1373) и неговата съпруга Катарина фон Анхалт-Бернбург († 30 януари 1390), дъщеря на княз Бернхард III (Анхалт) († 1348) и Агнес фон Саксония-Витенберг († 4 януари 1338).
Херцог Хайнрих I е основател на Средната линия Брауншвайг, която измира на 16 август 1634 г. (с херцог Фридрих Улрих). При неговите съвременници той има допълнителното име „Крал фон дер Хайде“ („König von der Haide“). Той управлява в Люнебург от 1388 до 1400 г. след това в Брауншвайг и Люнебург до 1409 г. заедно с брат си херцог Бернхард I († 1434), след това сам в Люнебург до смъртта си на 14 октомври 1416 г.
Умира през 1416 г. и е погребан в Брауншвайг.

## Фамилия
Първи брак: през 1388 г. със София от Померания (1370 – 1406), дъщеря на херцог Вратислав VI от Померания (1345 – 1394). С нея той има децата:
- Вилхелм I (1392 – 1482)
- Катарина (1395 – 1442), омъжена на 7 години на 8 май 1402 г. за курфюрст Фридрих I от Саксония (1370 – 1428)

Втори брак: на 30 януари 1409 г. в Касел с Маргарета фон Хесен (1389 – 1446), дъщеря на ландграф Херман II фон Хесен (1341 – 1413) и втората му съпруга Маргарета фон Хоенцолерн (1363 – 1406), дъщеря на бургграф Фридрих V от Нюрнберг (1333 – 1398). Тя е потомка на император Лудвиг Баварски. С нея той има един син:
- Хайнрих II (1411 – 1473).